# ترمان سفلی
 ترمان سفلی روستای کوچکی کوهستانی از توابع بخش گله‌دار در شهرستان مهر در جنوب استان فارس در جنوب ایران واقع شده‌است. این روستادر حال حاضر به همراه ترمان علیا مرکز دهستانی با نام ترمان می‌باشد که از ۲۳روستای بهم پیوسته تشکیل می‌گردد

## منبع
- بخشایش، محمد نور ، (دیوان محیا) ، ناشر: شرکت انتشارات جهان معاصر، تهران: چاپ اول، ۱۳۷۳ خورشیدی.